# Talsperre El Tigre
Die Talsperre El Tigre (spanisch Represa El Tigre bzw. Dique El Tigre) ist eine Talsperre mit Wasserkraftwerk in der Provinz Mendoza, Argentinien. Sie staut den Río Diamante zu einem kleinen Stausee auf. Die Talsperre und das zugehörige Wasserkraftwerk werden auch als Wasserkraftwerkskomplex El Tigre (span. Complejo hidroeléctrico El Tigre) bezeichnet.
Die Talsperre dient der Stromerzeugung und der Bewässerung. Mit ihrem Bau wurde im November 1983 begonnen. Sie wurde im August 1986 fertiggestellt. Die Talsperre und das Wasserkraftwerk sind in Staatsbesitz (Sec. En. de la Nación y Prov. Mendoza). Die Konzession für den Betrieb wurde der Hidroeléctrica Diamante S.A. am 19. Oktober 1994 übertragen.

## Absperrbauwerk
Das Absperrbauwerk besteht aus einer Gewichtsstaumauer aus Beton in der Mitte sowie Schüttdämmen, die sich an beiden Seiten anschließen. Die Höhe des Absperrbauwerks beträgt 24 m über dem Flussbett (maximale Höhe 48,5 m). Die Dammkrone liegt auf einer Höhe von 913 m über dem Meeresspiegel. Die Länge der Dammkrone beträgt 660 (bzw. 680) m, ihre Breite an der Krone 10 m und an der Basis 110 m. Das Volumen des Absperrbauwerks liegt bei 691.600 (bzw. 700.000) m³.
Der Staudamm verfügt über eine Hochwasserentlastung, über die maximal 2300 m³/s abgeleitet werden können.

## Stausee
Das normale Stauziel liegt zwischen 895 und 906 m. Bei einem Stauziel von 906 m erstreckt sich der Stausee über eine Fläche von rund 0,65 km² und fasst 7 (bzw. 7,47) Mio. m³ Wasser. Das maximale Stauziel beträgt 911,35 m, das minimale 880,8 m. Der Stausee dient als Unterbecken des Pumpspeicherkraftwerks Los Reyunos, das rund 2 km flussaufwärts liegt.

## Kraftwerk
Das Maschinenhaus des Kraftwerks befindet sich am Fuß der Talsperre auf der linken Seite des Damms. Die installierte Leistung beträgt 11,8 (bzw. 11,94 oder 14) MW. Die durchschnittliche Jahreserzeugung wird mit 46 (bzw. 50) Mio. kWh angegeben.
Die zwei Kaplan-Turbinen leisten jeweils maximal 5,9 (bzw. 7,2) MW und die zugehörigen Generatoren jeweils 8 MVA. Die Nenndrehzahl der Turbinen beträgt 300 min−1. Die Fallhöhe liegt zwischen 17 und 24,5 m. Der Durchfluss beträgt 30 m³/s (maximal 40, minimal 12,5 m³/s).

## Sonstiges
Der Betreiber Hidroeléctrica Diamante S.A. ist zu 61 % im Besitz von Pampa Energía.